# Thomas Aeschi
Thomas Aeschi (Baar, 13 de enero de 1979) es un empresario, político y ex banquero suizo. Actualmente es miembro del Consejo Nacional de Suiza por el Partido Popular Suizo desde 2011. Anteriormente sirvió en el Consejo Cantonal de Zug de 2010 a 2012.

## Biografía
Aeschi se crio principalmente en Allenwinden, un municipio de Baar, Suiza. Estudió en la Universidad de San Galo, donde completó una licenciatura en Economía en 2002. Aeschi también obtuvo una Maestría en Administración Pública de la Escuela Harvard Kennedy.
Su carrera parlamentaria comenzó en 2010, cuando fue elegido para el Consejo Cantonal de Zug por un mandato de dos años (2010-2012). Fue elegido para el Consejo Nacional en 2011. En noviembre de 2015, el grupo parlamentario del SVP presentó a Aeschi como su candidato oficial para las elecciones al Consejo Federal de 2015 y en 2017 se convirtió en presidente del grupo parlamentario del SVP. De 2015 a 2021 se desempeñó como presidente del SVP en el cantón de Zug. En 2022, hizo un polémico comentario contra los nigerianos llamándolos "violadores". Una disculpa en su nombre fue emitida por un miembro de su grupo parlamentario.